# 5333 Kanaya
Az 5333 Kanaya (ideiglenes jelöléssel 1990 UH) a Naprendszer kisbolygóövében található aszteroida. Akiyama M., Furuta T. fedezte fel 1990. október 18-án.